# Нарсия, Григорий Евсеевич
Григорий Евсеевич Нарсия — советский хозяйственный, государственный и политический деятель.

## Биография
Родился в 1905 году в селе Нигоити. Член КПСС с 1929 года.
С 1929 года — на хозяйственной, общественной и политической работе. В 1929—1953 гг. — ответственный секретарь Грузинского Союза финансово-банковских работников, председатель Грузинского Союза финансово-банковских работников, начальник Управления государственного страхования Грузинской ССР, 1-й секретарь Кутаисского городского комитета КП(б) Грузии, 2-й секретарь Кутаисского областного комитета КП(б) Грузии.
Избирался депутатом Верховного Совета СССР 2-го и 3-го созывов, делегат XVIII съезда ВКП(б).
Умер после 1953 года.